# 河内郵便局 (広島県)
河内郵便局（こうちゆうびんきょく）は、広島県東広島市にある郵便局。民営化前の分類では集配特定郵便局であった。

## 概要
住所：〒739-2299 広島県東広島市河内町中河内794-2

## 沿革
- 1885年（明治18年）7月1日 - 上河内（かみこうち）郵便局（五等）として開設。同年10月16日より貯金取扱を開始[1]。
- 1896年（明治29年）7月1日 - 為替取扱を開始。
- 1899年（明治32年）2月1日 - 河内郵便局に改称。
- 1973年（昭和48年）3月23日 - 電話交換業務を安芸西条電報電話局に移管[2]。
- 1995年（平成7年）3月20日 - 造賀郵便局および小谷郵便局から集配業務のそれぞれ一部[3]を移管。
- 2007年（平成19年）3月5日 - ゆうゆう窓口を廃止。郵便番号を729-11xxから739-22xxへ変更。
- 2007年（平成19年）10月1日 - 民営化に伴い、併設された郵便事業安芸西条支店河内集配センターに一部業務を移管。
- 2012年（平成24年）10月1日 - 日本郵便株式会社発足に伴い、郵便事業安芸西条支店河内集配センターを河内郵便局に統合。

## 取扱内容
- 郵便、印紙、ゆうパック、内容証明
- 貯金、為替、振替、振込、国際送金、国債
- 生命保険、バイク自賠責保険
- ゆうちょ銀行ATM
- 東広島市河内町内全域の集配業務

## 周辺
- 東広島市役所河内支所

## アクセス
- JR山陽本線 河内駅から徒歩約2分
- 山陽自動車道 河内ICから北へ約7.5km
- 国道432号沿い
- 駐車場あり：3台